# نيكولاس توماس دال
نيكولاس توماس دال (بالدنماركية: Nicholas Thomas Dall)‏ هو رسام دنماركي، ولد في 1706، وتوفي في 1777 في لندن في المملكة المتحدة.